# Ленточный коралловый аспид
Ленточный коралловый аспид (лат. Micrurus lemniscatus) — вид змей из семейства аспидов, обитающий в Южной Америке.

## Описание
Общая длина достигает 1,15 м. Голова небольшая, туловище тонкий и стройный. Глаза маленькие. Окрашен подобно кобрового аспида, но желтые полосы, разбивающие черную ленту, у него гораздо уже.

## Образ жизни
Любит тропические леса. Встречается в горной местности. Активный ночью. Питается мелкими ящерицами и грызунами.

## Размножение
Это яйцекладущая змея. Самка откладывает до 5 яиц.

## Распространение
Обитает в Колумбии, Венесуэле, Эквадоре, Гаяне, Суринаме, Гвиане, Бразилии, на острове Тринидад, в Перу, Боливии и на севере Аргентины.

## Подвиды

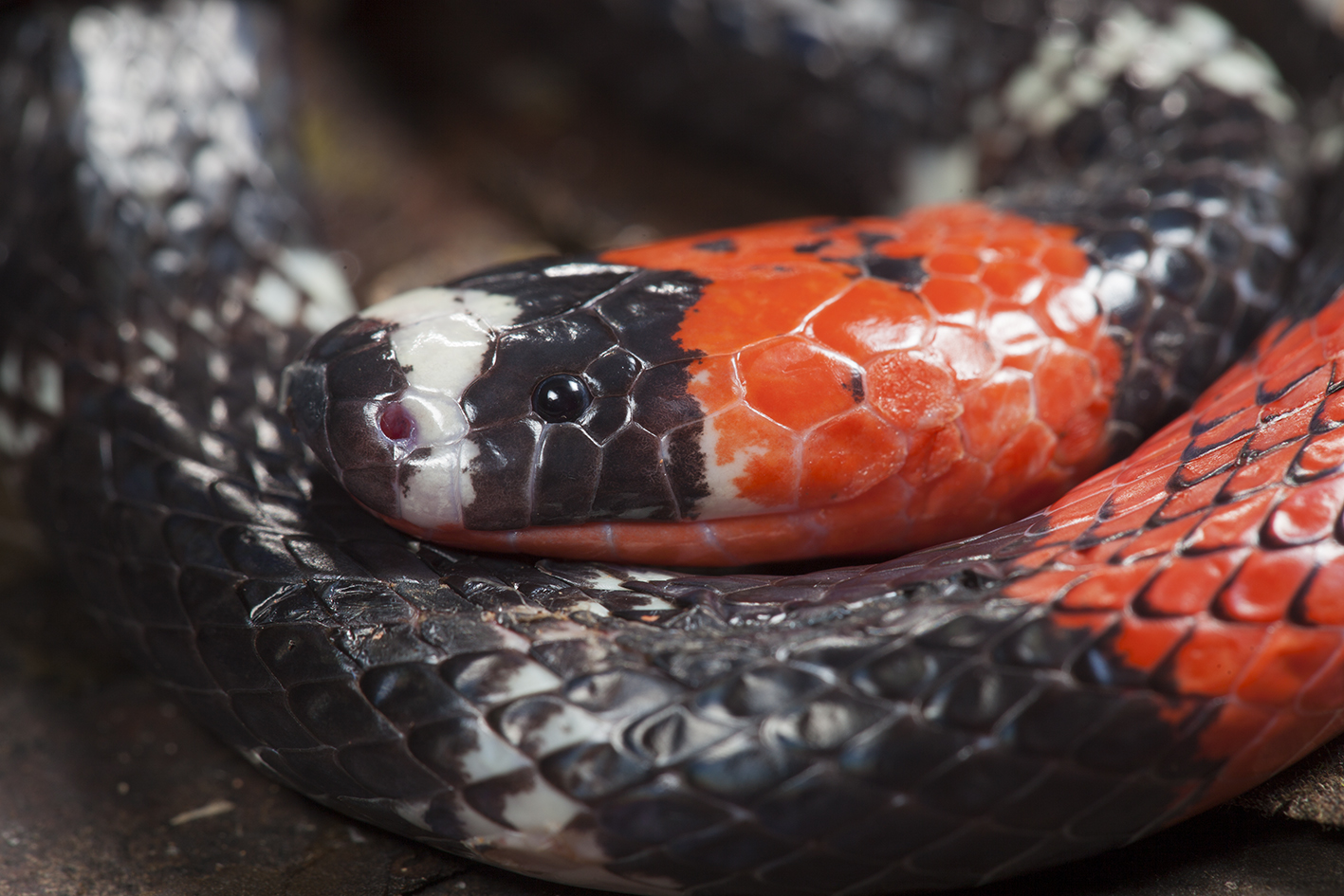

- Micrurus lemniscatus carvalhoi Roze, 1967
- Micrurus lemniscatus diutius Burger, 1955
- Micrurus lemniscatus frontifasciatus (Werner, 1927)
- Micrurus lemniscatus helleri Schmidt & Schmidt, 1925
- Micrurus lemniscatus lemniscatus (Linnaeus, 1758)[1]